# Pojoga, Hunedoara
Pojoga este un sat în comuna Zam din județul Hunedoara, Banat, România.
Localitatea se află pe malul stâng al râului Mureș, la o distanță de aproximativ 50 kilometri de municipiul Deva.

## Obiective turistice
- Rezervația naturală “Pădurea Pojoga” (20 ha). [1]

## Arheologie
Lângă satul Pojoga, în peștera "Gaura Scroafei" au fost descoperite vestigii preistorice constând din oase și fragmente de vase din ceramică.